# قطعنامه ۱۸۰۱ شورای امنیت
قطعنامه ۱۸۰۱ شورای امنیت سازمان ملل متحد که در تاریخ ۲۰ فوریه ۲۰۰۸ تصویب شد، سندی بین‌المللی دربارهٔ بررسی وضعیت در سومالی است. این قطعنامه طی نشست ۵۸۴۲ام با ۱۵ رای موافق، ۰ مخالف و ۰ ممتنع تصویب شد.